# Copiopteryx imperialis
Copiopteryx imperialis is een vlinder uit de familie van de nachtpauwogen (Saturniidae). De wetenschappelijke naam van de soort is, als Arcia imperialis, voor het eerst geldig gepubliceerd in 1882 door Girard.